# Antoine-Vincent Arnault
Antoine-Vincent Arnault (Parigi, 1º gennaio 1766 – Goderville, 16 settembre 1834) è stato un politico, poeta e drammaturgo francese, per due volte eletto all'Académie française.

## Vita e opere

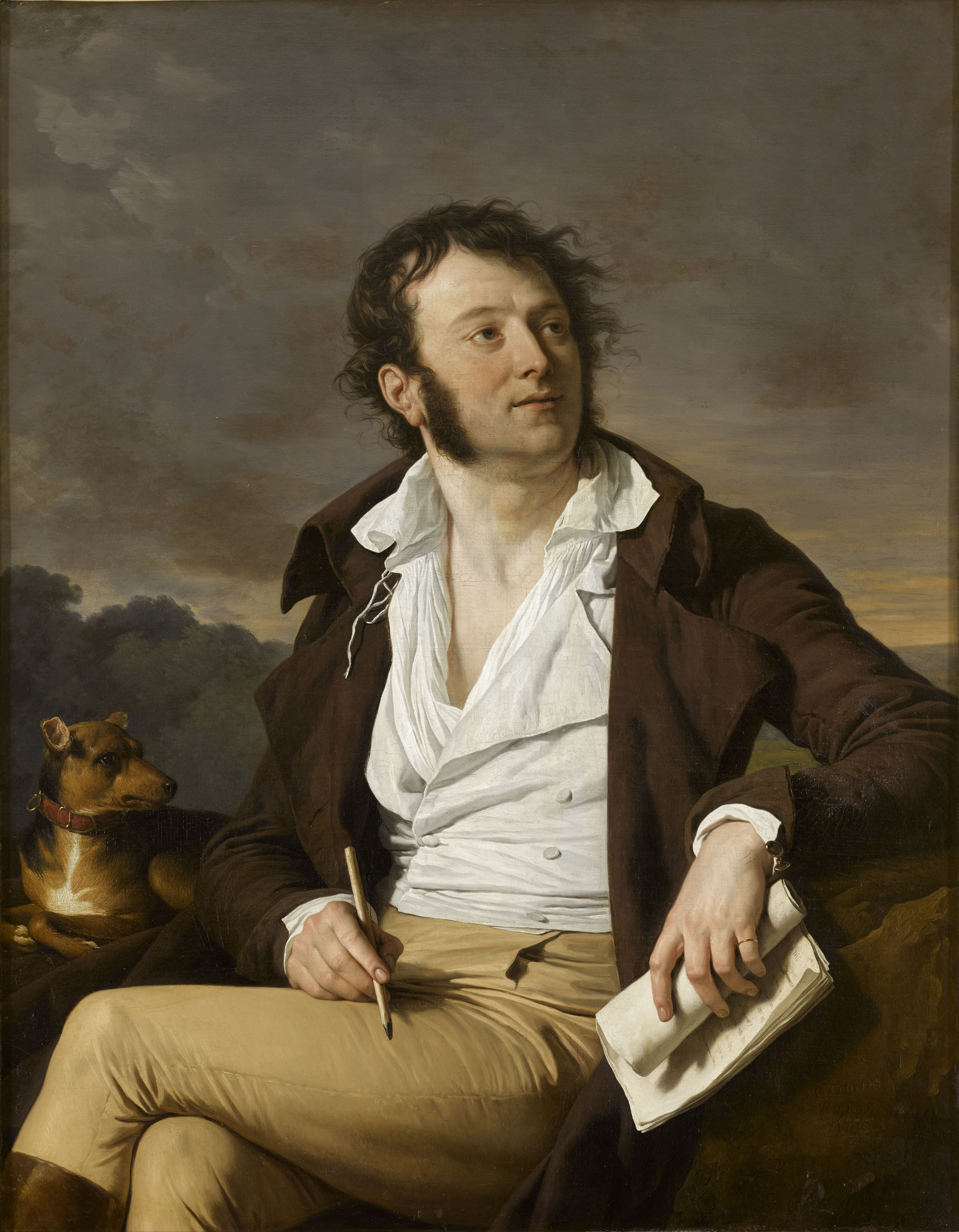
François-André Vincent
Ritratto di Antoine-Vincent Arnault, 1801, Versailles

Intrapresi gli studi di diritto, si appassionò alla poesia. Compose eroidi, elegie e romanze che fecero parlare di lui. Divenne segretario del gabinetto di Maria Teresa di Sardegna nel 1786. Poi intraprese una carriera drammatica con due successi, Marius à Minturnes (ispirato alla storia della fuga di Caio Mario presso l'antica città romana di Minturnae, raccontata da Plutarco, e quindi dal quadro omonimo di Jean-Germain Drouais) e Lucrèce nel 1791 e 1792. Emigrato in Inghilterra durante il Terrore, fu arrestato al suo ritorno in Francia, poi subito liberato.
Sin da prima del Consolato, Arnault strinse amicizia con Napoleone Bonaparte, che lo incaricò nel 1797 dell'organizzazione amministrativa delle Isole Ionie, occupate dalla Francia. Accompagnò Napoleone nella Campagna d'Egitto, ma dovette interrompere il viaggio a Malta. Nel 1799, Napoleone lo fece nominare membro dell'Institut e gli procurò un posto al ministero dell'Interno. Essendo stato Ministro della Pubblica Istruzione ad interim durante i Cento giorni, venne condannato all'esilio all'epoca della Seconda Restaurazione e radiato dall'Académie nel 1816. Venne richiamato in Francia nel 1819 e, nel 1829, fu rieletto all'Académie, della quale divenne segretario perpetuo nel 1833.
Fra le sue tragedie, la più apprezzata dai suoi contemporanei fu Blanche et Montcassin, ou les Vénitiens, rappresentata per la prima volta nel 1798. Talma, anch'egli amico di Napoleone, aveva il ruolo da protagonista in gran parte delle sue rappresentazioni. Nel 1817, il suo Germanicus provocò violenti scontri tra realisti e bonapartisti. Villemain disse del suo teatro: «Autore tragico della scuola di Ducis, Arnault ha, nelle sue opere, mescolato alle antiche forme un nuovo grado di terrore e talvolta di semplicità.» Arnault si fece apprezzare anche per le sue Fables, il cui tono è di frequente satirico, il che fece affermare a Scribe, suo successore all'Académie: «È Giovenale trasformatosi in fabulista... È stato rimproverato a Florian di aver messo, nelle sue pastorali, troppe pecore; forse nelle favole di Arnault ci sono troppi lupi.» Arnault è anche l'autore di una Vie politique et militaire de Napoléon e di canti e cantate alla gloria dell'Imperatore. I suoi Souvenirs d'un sexagénaire, pubblicati nel 1833, furono apprezzati da Sainte-Beuve.
Una sua poesia, La feuille, pubblicata nelle Fables del 1802, e ripubblicata nello «Spettatore» del 1818, ispirò Giacomo Leopardi che la tradusse liberamente (Imitazione); il Ranieri, secondo i desideri dell'amico, la introdusse nell'edizione del 1845 dei Canti, dopo La ginestra e insieme con i Frammenti:
La riscrittura di Leopardi ispirò a sua volta una traduzione in inglese di Dante Gabriel Rossetti, The Leaf.

## Opere
Teatro
- Les Frayeurs d'Arlequin, comédie en un acte (1787)
- Robinson Cruzoe dans son île, comédie en 1 acte (1787)
- Marius à Minturnes, tragédie en 3 actes, Parigi, Théâtre Français, 19 maggio 1791
- Lucrèce, tragédie en 5 actes, en vers, Parigi, Comédiens français ordinaires du roi, 4 maggio 1792. Testo on line:
- Mélidore et Phrosine, drame lyrique en 3 actes, Parigi, Théâtre lyrique de la rue Favart, 17 germinale anno II (1793)
- Quintius Cincinnatus, tragédie en 3 actes, Parigi, Théâtre de la République, 11 nevoso anno III (1794). Testo on line:
- Horatius Coclès, acte lyrique, Parigi, Théâtre national de l'Opéra, la decade 30 piovoso anno II (1794). Testo on line:
- Oscar, fils d'Ossian, tragédie en 5 actes, Parigi, Théâtre de la République, 14 pratile anno IV (1795). Testo on line:
- Blanche et Montcassin, ou les Vénitiens, tragédie en 5 actes, Parigi, Théâtre Français, 25 vendemmiaio anno VII (1798). Testo on line:
- Don Pèdre ou le roi et le laboureur tragédie en cinq actes, en vers, Parigi, Théâtre Français, 1802
- Scipion consul, drame héroïque en 1 acte et en vers (1804)
- Cadet-Roussel esturgeon, folie-parade en 2 actes, mêlée de vaudevilles (con Marc-Antoine Désaugiers, 1813)
- La Rançon de Duguesclin, ou les Mœurs du XIVe siècle (1814)
- Germanicus, tragédie en 5 actes et en vers, Parigi, Comédiens français ordinaires du roi, 22 marzo 1817
- Œuvres complètes. Théâtre. (4 volumi, 1817-19)
- Guillaume de Nassau, tragédie en 5 actes (1825)
- Le Proscrit, ou les Guelfes et les Gibelins, tragédie en 5 actes et en vers, dédiée au souffleur de la Comédie-Française, Parigi, Théâtre Français, 9 luglio 1827

Varie
- Fables (1802)
- Œuvres complètes de Jacques Delille (5 volumi, 1817-19)
- Biographie nouvelle des contemporains ou Dictionnaire historique et raisonné de tous les hommes qui, depuis la Révolution française, ont acquis de la célébrité par leurs actions, leurs écrits, leurs erreurs ou leurs crimes, soit en France, soit dans les pays étrangers; précédée d'un tableau par ordre chronologique des époques célèbres et des évènements remarquables, tant en France qu'à l'étranger, depuis 1787 jusqu'à ce jour, et d'une table alphabétique des assemblées législatives, à partir de l'assemblée constituante jusqu'aux dernières chambres des pairs et des députés (20 volumi in collaborazione, 1820-25)
- Vie politique et militaire de Napoléon (2 volumi, 1822-26)
- Œuvres (8 volumi, 1824-27)
- Œuvres. Philosophie (3 volumi, 1827)
- Souvenirs d'un sexagénaire (1833). Riedizione: Parigi, Honoré Champion, 2003.
- Fables nouvelles (1834) Testo on line: